# 石橋和義
石橋 和義（いしばし かずよし / まさよし）は、鎌倉時代後期から南北朝時代の武将。吉田義博の子。石橋氏初代当主。足利直義派の宿将と言われるが、観応の擾乱初期から尊氏派としての旗幟を鮮明にしている。
足利尊氏、直義、斯波高経とは同年代にあたる。

## 生涯
多々良浜の戦いが起きた1336年に山陽・山陰の国人らに軍勢催促状を発し、足利尊氏西走の際に備前国三石城にて、城主として新田勢の猛攻をしのぎ、尊氏の西下・東上を助けた。播磨国白旗城に籠城した赤松則村（円心）と共に、尊氏の捲土重来を支えた最大の功労者と言える。
建武4年（1337年）正月から同5年正月頃まで、「南都大将」として、奈良の警固にあたっている。同年3月〜4月頃、伯耆国守護を務めた。
1338年に若狭国守護斯波時家の加勢のため赴き、この頃に左衛門佐に任官された。1339年から1年余り備後国守護として赴任。暦応4年（1341年）から室町幕府引付頭人に就任。康永元年（1342年）から官途奉行を務めた。同職は直義が管轄しており、直義との関係がうかがえる。1345年、正五位下、1351年、従四位下。
観応元年（1350年）、尊氏らは、足利直冬を討つため備前国福岡に到るが、直義挙兵の報を聞き、和義を残して帰京した。翌2年（1351年）4月、和義も帰京した。その後、尊氏・直義の和睦を経て、両者が再び決裂する中、7月29日、突然出家し、「入道心勝」と称した。
観応3年（1352年）、直義死去。同年、直冬や南朝方の山名氏が備前国鳥取庄などに侵攻すると、和義は「大将」「武家方大将軍」として出撃した。
1352年から1357年まで再び引付頭人を勤め、尊氏が鎌倉に在した時は足利義詮を補佐し、幕府の宿老として評定衆筆頭にまで昇りつめた。

### 尊氏死後
延文3年（1358年）4月、尊氏死去。同年6月、尊氏への贈位贈官につき、義詮の代理として参内。通常、足利一門は天皇に拝謁できないため、洞院公賢は「一族として参上御対面は常儀にあらず」と評した（『園太暦』）。
康安元年（1361年）10月、若狭国守護に就任。その後、同族の斯波高経と対立。貞治2年（1363年）8月、若狭守護を解任され（後任は高経）、幕閣の中枢からも外れた。
しかし高経失脚と共に復権。1370年から子の棟義を援けるため、奥羽に赴き、永徳元年（1381年）頃まで在国の痕跡を残す。和義は80歳前後まで存命だったようである。

## 和歌
和義は歌人でもあった。
聞くだにも、あや（危）ふき淵の薄氷、臨むに似たる、世を渡る哉

## その後の石橋氏
陸奥国塩松に土着した一派（奥州石橋氏）と、帰京した一派（京都石橋氏）に分かれた。

## 名字について
谷口雄太によると、石橋氏が「足利」を名乗るのは、1340年代が最後で、他の御三家である吉良氏、渋川氏と同時期であるという。その後、名字不記入の「尾張」（尾張左衛門佐）を経て、1360年代には「石橋」が広く用いられる。
「石橋、（足利）泰氏の嫡流、五世孫和義より石橋と号す」（『見聞諸家紋』）。

## 関連文献
- 群書類従巻第四百廿四『見聞諸家紋』 - 国立公文書館デジタルアーカイブ